# Hyper-ballad (canción)
«Hyperballad» también conocida como Hyper-Ballad es el cuarto sencillo del álbum Post de la cantante y compositora Björk.
La letra de la canción habla de Björk y su pareja, que viven en la cima de una montaña. Cada mañana Björk se levanta antes que su amante para ir ladera abajo recogiendo desperdicios como botellas, piezas de coches, cubiertos, etc., que más tarde arroja por un precipicio y las ve hasta que caen y quedan hechas trizas e imagina su cuerpo en la misma situación, cayendo. Así se siente mejor, volviendo a la cima sabiendo que está a salvo en los brazos de su amante. Según Björk, la canción va dedicada a todas esas parejas que están hartas de la rutina y buscan cosas nuevas. 
"Hyperballad" fue la canción que más votos recibió en la selección popular de las canciones que figurarían en el álbum Greatest Hits

## Videoclip
En el vídeo, dirigido por Michel Gondry, Björk aparece tumbada sobre la tierra y de fondo las montañas. La cámara se levanta y Björk es vista desde arriba con los ojos cerrados. Sobre su imagen se sobreponen otras imágenes como ella misma cantando la canción, luces, colores, y la misma Björk siendo un personaje de un videojuego que corre a través de un lugar lleno de postes y farolas y después se tira por un precipicio.
El vídeo fue rodado en el Telecine Cell, en Londres, utilizando un sistema de control de movimiento. El vídeo entero se grabó en un solo rollo de película de 120 metros de largo. Las imágenes superpuestas sobre Björk fueron pregrabadas y se colocó una pantalla sobre Björk donde las imágenes fueron proyectadas. Las luces se crearon con una tabla de LEDs. Extraordinariamente, el vídeo fue grabado de una sola toma y sin postproducción excepto la mejora del color y la digitalización. Durante el rodaje del videoclip Björk cantó en directo, esta grabación fue añadida posteriormente al CD2 del sencillo de Hyper-Ballad.

## Lista de canciones
UK CD1

1. «Hyperballad» (Radio Edit) - 4:00
2. «Hyperballad» (Robin Hood Riding Through The Glen Mix) - 6:32
3. «Hyperballad» (The Stomp Mix) - 5:09
4. «Hyperballad» (The Hyperballad Fluke Mix) - 6:38
5. «Hyperballad» (Subtle Abuse Mix) - 6:56
6. «Hyperballad» (Tee's Freeze Mix) - 7:19

UK CD2

1. «Hyperballad» (Radio Edit) - 3:58
2. «Isobel» (The Carcass Remix) - 5:41
3. «Cover Me» (Plaid Mix) - 5:24
4. «Hyperballad» (Towa Tei Remix) - 8:12

UK CD

1. «Hyperballad» (Radio Edit) - 4:00
2. «Hyperballad» (Robin Hood Riding Through The Glen Mix) - 6:31
3. «Hyperballad» (Disco Sync Mix) - 4:23
4. «Hyperballad» (Subtle Abuse Mix) - 6:53

UK CD Promo

1. «Hyperballad» (Radio Edit) - 3:58

UK Vinilo 12"

Cara A
1. «Isobel's Lonely Heart» (Goldie Remix)

Cara B
1. «Hyperballad» (Robin Hood Riding Through The Glen Mix)

UK Vinilo 12"

(193TP12TT; Released: 1997)
Cara A
1. «Hyperballad» (Towa Tei Remix) - 8:12

Cara B
1. «Enjoy» (The Beats Mix) - 7:01

UK Vinilo 12" Promo

Cara A
1. «Hyperballad» (David Morales Classic Mix) - 9:10

Cara B
1. «Hyperballad» (Tee's Freeze Mix) - 7:18

EUR CD

1. «Hyperballad» (Radio Edit) - 3:58
2. «Cover Me» (Plaid Mix) - 5:24

AUS CD

1. «Hyperballad» (Radio Edit) - 4:01
2. «Hyperballad» (Robin Hood Riding Through The Glen Mix) - 6:31
3. «Hyperballad» (Disco Sync Mix) - 4:24
4. «Hyperballad» (Subtle Abuse Mix) - 6:54

EE. UU. CD

1. «Hyper-Ballad» (Radio Edit) - 3:58
2. «Hyper-Ballad» (Robin Hood Riding Through The Glen Mix) - 6:29
3. «Hyper-Ballad» (Subtle Abuse Mix) - 6:53
4. «Hyper-Ballad» (Tee's Freeze Mix) - 7:19
5. «Hyper-Ballad» (David Morale's Classic Mix) - 9:10
6. «Hyper-Ballad» (Towa Tei's Choice Mix) - 8:13

EE. UU. CD Promo

1. «Hyper-Ballad» (Radio Edit) - 3:58
2. «Hyper-Ballad» (David Morales Radio Edit) - 3:55
3. «Hyper-Ballad» (Tee's Radio Mix) - 3:57
4. «Hyper-Ballad» (David Morales Classic Mix) - 9:09
5. «Hyper-Ballad» (Disco Synch Mix) - 4:20

EE. UU. Vinilo 12"

Cara A
1. «Hyper-Ballad» (David Morale's Classic Mix) - 9:09
2. «Hyper-Ballad» (Tee's Freeze Mix) - 7:18

Cara B
1. «Hyper-Ballad» (Disco Synch Mix) - 4:20
2. «Hyper-Ballad» (Subtle Abuse Mix) - 6:53

EE. UU. Vinilo 12" Promo (1)

Cara A
1. «Hyper-Ballad» (David Morales Classic Mix) - 9:09
2. «Hyper-Ballad» (Robin Hood Riding Through The Glen Mix) - 6:29

Cara B
1. «Hyper-Ballad» (Tee's Freeze Mix) - 7:18
2. «Hyper-Ballad» (Towa Tei Mix) - 8:12

EE. UU. Vinilo 12" Promo (2)

Cara A
1. «Hyper-Ballad» (David Morales Boss Dub Mix) - 7:53
2. «Hyper-Ballad» (Subtle Abuse Mix) - 6:53

Cara B
1. «Hyper-Ballad» (Disco Synch Mix) - 4:20
2. «Hyper-Ballad» (The Stomp Mix) - 5:08
3. «Hyper-Ballad» (Tom Apella Mix) - 6:57

EE. UU. Vinilo 10" Promo

Cara A
1. «Hyperballad» (Towa Tei Mix) - 8:13

Cara B# «Hyberballad» (Robin Hood Riding Through The Glen Mix) - 6:29
EE. UU. Vinilo 10" Promo

Cara A
1. «Hyperballad» (Disco Sync Mix) - 4:20

Cara B
1. «Hyperballad» (The Stomp Mix) - 5:10

EE. UU. Vinilo 10" Promo

Cara A
1. «Hyperballad» (Subtle Abuse Mix) - 6:53

Cara B
1. «Hyperballad» (Over The Edge Mix)

JPN CD

1. «Hyperballad» (Radio Edit) - 4:01
2. «Hyperballad» (Robin Hood Riding Through The Glen Mix) - 6:31
3. «Hyperballad» (Disco Sync Mix) - 4:24
4. «Hyperballad» (Subtle Abuse Mix) - 6:54

## Listas
| Listas (1996)                                                    | Mejor posición |
| ---------------------------------------------------------------- | -------------- |
| Estados Unidos U.S. Billboard Hot Dance Music/Club Play          | 1              |
| Estados Unidos U.S. Billboard Hot Dance Music/Maxi-Singles Sales | 11             |
| Reino Unido UK Singles Chart                                     | 8              |
| Finlandia Finnish Singles Chart                                  | 18             |
| Australia Australia (ARIA Singles Chart)                         | 31             |
| Suecia Swedish Singles Chart                                     | 34             |

## Versiones
- El grupo peruano Ni Voz Ni Voto hizo la versión en su álbum Acustico grabado en el 2002 y editado en el 2003.
- Greg Dulli y la banda The Twilight Singers realizaron otro cover en el álbum She Loves You, de 2004.
- John Nolan y Kevin Devine hicieron otro cover en 2005 en el álbum Record Release Party de ese año.
- El grupo indonés Mocca hizo otro cover en 2007, de su álbum Colors.
- El grupo español Celtas Cortos realizó una versión en español de Hyperballad, bajo el nombre de Abismo, del álbum 40 de abril de 2008.
- La cantante sueca Robyn versionó la canción en la entrega de los Polar Music Prize 2010 frente a la cantante islandesa.